# Musica dura
Musica dura (Trunk Music) è un romanzo di Michael Connelly, edito nel 1997. Continuano le indagini aventi come protagonista il detective Harry Bosch. Questo è il quinto libro della serie.
Il libro ha vinto il Premio Barry per il miglior romanzo nel 1998.

## Trama
Bosch, da poco rientrato da un periodo di sospensione, indaga sulla morte di un piccolo produttore di Hollywood di nome Tony Aliso, trovato ucciso con due colpi di arma da fuoco nel bagagliaio della sua auto da un poliziotto di nome Powers. Bosch, aiutato dai colleghi Edgar e Rider indaga sulla moglie, Veronica, e poi sui giri d'affari del cineasta. Le indagini lo conducono a Las Vegas dove scopre che Aliso riciclava soldi per la mafia e dove incontra una sua vecchia fiamma, Eleanor Wish, ex agente F.B.I., da poco uscita di prigione per essere invischiata in una serie di furti. La presenza di impronte digitali di un sospetto, tale Goshen e il ritrovamento dell'arma del delitto nell'appartamento di Goshen fanno ritenere a Bosch di avere concluso le indagini. Si scopre invece che Goshen, in realtà, è un infiltrato dell'F.B.I. e il suo vero nome è Lindell. Il caso si rivolta contro Bosch che viene sospettato di avere messo illegalmente l'arma nell'appartamento del sospetto per incastrarlo. Bosch viene sospeso dalle indagini, ma continua a investigare ugualmente fino a scoprire che il poliziotto che ha ritrovato il cadavere, Powers, in combutta con la moglie della vittima, è il vero assassino di Aliso. Dopo avere arrestato ed essersi lasciato scappare Powers Bosch torna a Las Vegas per chiudere il caso e scopre che anche un investigatore del posto è invischiato con la mafia.

## Edizioni
- Michael Connelly, Musica dura, traduzione di Gianni Montanari, Piemme, 2000,  p. 407, ISBN non esistente.
- Michael Connelly, Musica dura, Bestseller, Piemme, 2007,  p. 441, ISBN 978-88-384-7343-2.